# Claire Wright
Pour les articles homonymes, voir Wright.
Claire Wright, née le 5 août 1979 à Camberley, est une gymnaste trampoliniste britannique. 

## Biographie
Claire Wright fait ses débuts en trampoline à l'âge de sept ans. Après plusieurs succès dans les catégories junior, elle remporte aux Championnats du monde de trampoline 1993 la médaille de bronze par équipe. Vice-championne d'Europe par équipe en 1998, elle conquiert une médaille de bronze en trampoline individuel aux Championnats du monde de trampoline 2001 à Odense. Claire Wright et Kirsten Lawton sont médaillées d'argent en trampoline synchronisé à Saint-Pétersbourg aux Championnats d'Europe 2002. Aux Championnats d'Europe 2004, elle est médaillée d'argent en trampoline synchronisé et médaillée de bronze en trampoline individuel et par équipe. Elle est sacrée en 2005 pour la cinquième fois consécutive championne britannique.
Elle met un terme à sa carrière après les Jeux olympiques d'été de 2008 à Pékin, où elle ne se qualifie pas pour la finale, terminant dixième des qualifications.